# John Dalrymple, 1. Earl of Stair

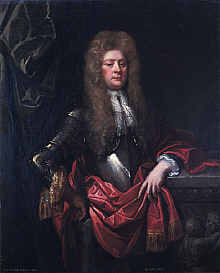
John Dalrymple, 1. Earl of Stair

John Dalrymple, 1. Earl of Stair (* 10. November 1648 in Wigtownshire; † 8. Januar 1707 in Edinburgh) war ein schottischer Jurist und Politiker. Als Privy Councillor König Wilhelms III. von 1691 bis 1695 spielte Dalrymple eine Schlüsselrolle in der Niederschlagung der Jakobiten-Aufstände von 1689 bis 1692. 1695 wurde er für seine Rolle im Massaker von Glencoe zum Rücktritt von seinen Ämtern gezwungen. Nach ihrer Thronbesteigung, 1702, berief ihn Königin Anne erneut ins Privy Council und erhob Dalrymple 1703 zum Earl of Stair. Dalrymple spielte dann als einer der 31 Commissioners für Schottland eine wesentliche Rolle bei der Verhandlung des Act of Union 1707, in dem das Königreich Schottland zum Teil des Königreichs Großbritannien wurde. Das Inkrafttreten der Verträge erlebte Dalrymple nicht mehr.

## Leben

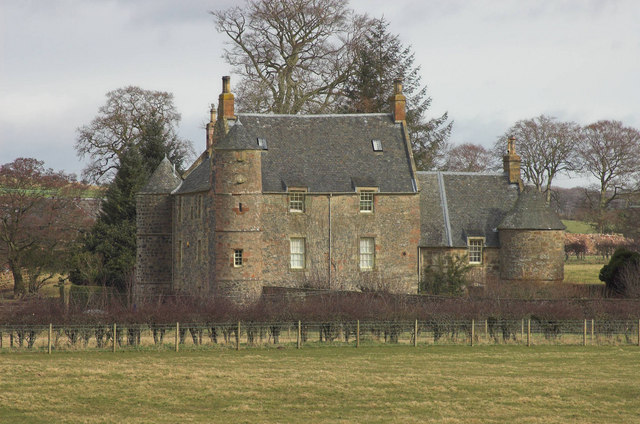
Stair House, Geburtsort von John Dalrymple

Dalrymple wurde 1648 im Stair House, nahe Stair im Ayrshire als ältester Sohn von James Dalrymple, und Margaret Ross-Kennedy geboren. Johns Vater war ein bekannter Rechtsanwalt und ein Unterhändler des Vertrag von Breda (1650). In diesem Vertrag sicherten die schottischen Covenanters dem Sohn des vom englischen Parlament hingerichteten Karl I. ihre Unterstützung zu. Im Gegenzug sollte die presbyterianische Kirchenordnung Schottlands erhalten bleiben. Der spätere Karl II. unterzeichnete den Vertrag in seinem Exil in Breda, wurde aber nach seiner Machtübernahme im Königreich vertragsbrüchig. Dalrymple war einer der wenigen Schotten, die auch anschließend noch das Vertrauen Karl II. genossen. Karl II. schlug Dalrymple 1667 zum Knight Bachelor, der sich fortan „Sir John Dalrymple of Stair“ nannte.
Im Januar 1669 heiratete John Elizabeth Dundas († 25. Mai 1731), der Tochter von Sir John Dundas, Gutsherr von Newliston in West Lothian, und Anges Gray. Das Paar hatte sechs Söhne und vier Töchter, von denen nur drei Söhne und eine Tochter das Erwachsenenalter erreichten:
- James Dalrymple (1670–1682);
- Lady Elizabeth Dalrymple (* 1671);
- John Dalrymple, 2. Earl of Stair (1673–1747), ⚭ 1714 Lady Eleanor Primrose († 1759), Witwe des James Primrose, 1. Viscount of Primrose, Tochter des James Campbell, 2. Earl of Loudoun;
- Lady Agnes Dalrymple (* 1675; † jung);
- James Dalrymple (* 1676; † jung);
- Charles Dalrymple (* 1676; † jung);
- Hon. William Dalrymple of Glenmure (1678–1744), 1702–1707 Abgeordneter im schottischen Parlament 1707–1710, 1722–1727 und 1734–1741 im britischen House of Commons, ⚭ 1698 Penelope Crichton, 4. Countess of Dumfries († 1742);
- Hon. George Dalrymple of Dalmahoy (1680–1745), 1703–1707 Abgeordneter im schottischen Parlament, 1709 Baron of the Scottish Exchequer, ⚭ 1720 Eupheme Myreton († 1761), Tochter des Sir Andrew Myreton, 1. Baronet;
- Lady Margaret Dalrymple (1684–1779), ⚭ 1700 Hugh Campbell, 3. Earl of Loudoun;
- Lady Elizabeth Dalrymple (* 1687; † jung).

John Dalrymple, 1. Earl of Stair, verstarb am 8. Januar 1707 in Edinburgh und wurde vor den Toren Edinburghs in Kirkliston beigesetzt.

## Werdegang
Johns Vater, James Dalrymple, war der Verfasser der Institutions of the Law of Scotland, erstveröffentlicht 1681, war aber schon seit den 1660ern im Umlauf. Das Werk wird allgemein als die Grundlage des modernen schottischen Rechts betrachtet. Es zeigt deutliche Abweichungen vom englischen Fallrecht. John folgte ihm wie seine Brüder in der juristischen Karriere und wurde im Februar 1672 in der schottischen Anwaltskammer aufgenommen, der Faculty of Advocates.
Während der Kriege der Drei Königreiche (1639–1651) waren sich die schottischen Royalisten und die Presbyterianischen Covenanters einig, dass das Königtum der göttlichen Ordnung entsprach. Allerdings herrschte Uneinigkeit, wie die Machtaufteilung zwischen Königtum und Kirche zu erfolgen habe. Um dem Zusammenbruch der politischen Ordnung zu vermeiden, wie er während der Herrschaft der Covenanter geschehen war, setzten die Royalisten auf die Krone als höchsten Machthaber im Staat. Diese Meinung setzte sich schließlich durch. Damit wurde jeglicher Widerstand gegen die königliche Autorität ein politischer Akt.
1671 wurde der spätere Jakob II. als Lord High Commissioner to the Parliament of Scotland ins Parliament of Scotland gesandt und im August ratifizierte das Parlament den Succession Act. Dieses Gesetz bestätigte die göttlichen Rechte von Königen, den Rechten, die unabhängig von ihrer Religion gelten und die Pflicht ihrer Untertanen, dem König und der Unabhängigkeit der schottischen Krone Treue zu schwören. Daneben regelte es, dass der schottische Thron von einem Protestanten besetzt sein müsse.
Gleichzeitig mit diesem Gesetz wurde der Scottish Test Act verabschiedet, der hohe Beamte und Parlamentsmitglieder verpflichtete, einen schriftlichen Eid, die Testakte zu unterschreiben, in welcher sie der Transsubstantiationslehre der katholischen Kirche abschworen. Faktisch schloss man damit gläubige Katholiken von Ämtern aus. Ein ähnliches Gesetz wurde 1673 auch im englischen Parlament durchgesetzt. Neben Transsubstantiationslehre wurde aber auch eine Suprematsforderung des Königtums unterzeichnet. Das schloss Presbyterianer von den Ämtern aus, die das Supremat bei der Kirche sahen. Obendrein waren Mitglieder der königlichen Familie von der Eidespflicht ausgenommen.
Eine Reihe prominenter Presbyterianer, darunter auch Johns Vater James Dalrymple und Archibald Campbell, 9. Earl of Argyll, weigerten sich die Akte zu unterzeichnen, Campbell wurde 1681 wegen Hochverrats angeklagt und John Dalrymple war einer seiner Verteidiger. Argyll wurde schuldig gesprochen und zum Tode verurteilt. Er entging der Vollstreckung durch eine Flucht in die Niederlande. John Dalrymple selbst unterzeichnete die Testakte am 4. November 1681.
Im Januar 1682 ging auch James Dalrymple mit seiner Frau und einigen der jüngeren Kinder des Paares ins niederländische Exil. Die episkopale Messordnung wurde in den schottischen Kirchen vorgeschrieben und die presbyterianische verboten. Daher trafen sich Presbyterianer unter freiem Himmel, abwertend als Konventikel bezeichnet. Diese wurden durch die Polizei aufgelöst und die Teilnehmer mit Bussgeldern belegt. Mit dieser Aufgabe war im südwestlichen Schottland John Graham betraut. Er stationierte Truppen auf dem Besitz der Familie Dalrymple und erließ Strafen für die Bewohner. Johns Einsprüche als Master of Stair führten im September 1684 zu seiner Inhaftierung, wo er bis zum November 1685 verblieb, nachdem Jakob II. den Thron bestiegen hatte (23. April 1685).

### Massaker von Glencoe
Dalrymple hatte bereits unter Jakob II. von 1687 bis 1688 das Amt des Lord Advocate (Chef-Ankläger in Schottland) innegehabt. Nach der Vertreibung von Jakob II. und der Thronbesteigung von Wilhelm III. (Glorious Revolution) ernannte dieser Dalrymple, der 1689 auch als Abgeordneter für Stranraer ins schottische Parlaments gewählt wurde, 1689 erneut zum Lord Advocate (Chef-Ankläger in Schottland) und seinem Sekretär. Ein wichtiges Thema für den König waren die Aufstände der jakobitischen Highland-Clans. Den Clans wurde für eine Niederlegung der Waffen und einen Treueid Straferlass gewährt, sofern der Eid vor dem 1. Januar 1692 geleistet wurde. Die Idee war möglicherweise, dass man an Eidverweigerern gut ein Exempel statuieren konnte. Tatsächlich leisteten die meisten Clans den Eid und legten die Waffen nieder. Der einzige, der den Eid noch nicht geleistet hatte, war MacIan, Leiter des Clan MacDonald. Noch am 31. Dezember 1691 hatte er versucht, den Eid zu leisten. Allerdings traf er in Fort William den vorgeschriebenen Friedensrichter nicht an und hätte den Eid auch später sicher noch abgelegt.
So wurden im Januar oder frühen Februar 1692 Truppen auf dem Gebiet des Clan MacDonald stationiert. Die Offiziere wurden als Gäste des Clans MacDonalds empfangen. Am 12. Februar wurden dem Kommandeur dieser Truppen, Captain Robert Campbell, der königliche Befehl zum Töten aller anwesenden Clanmitglieder unter 70 Jahren überbracht. Der Befehl wurde ausgeführt und neben 38 im Schlaf getöteten Männern starben noch 40 Frauen und Kinder in der Winterkälte.
Gegner der Dalrymples versuchten um 1693, John wegen des Massakers anzuklagen. Es entstand allerdings das Problem, den König in dieser Anklage nicht mitanzuklagen. So wurde im April 1695 eine Untersuchungskommission im Parliament of Scotland eingerichtet. Die Kommission lieferte ihre Ergebnisse am 20. Juni 1695 vor dem Parlament ab. John wurde wegen der eklatanten Überschreitung seiner Befugnisse als Hauptschuldiger benannt. Das Parlament nahm den Bericht zur Kenntnis und überwies die weitere Regelung zur Entschädigung der Opfer und Bestrafung der Täter an den König. Das Parlament sandte auch die Einschätzung an den König, dass John seine Befugnisse überschritten habe.

### Nachwirkungen
Johns Brüder veröffentlichten eine Rechtfertigung von John, die das Parlament nicht unerwiedert ließ. Es ist aber schon aus der Formulierung zu erkennen, dass man wohl mit einer Amtsenthebung Johns zufriedenzustellen war. Beim Tod von Johns Vater am 24. November 1695 erbte John dessen Adelstitel als 2. Viscount of Stair, 2. Lord Glenluce and Stranraer und 2. Baronet, of Stair, sowie den mit den Peerwürden verbundenen Sitz im Parlament. Er nahm den Sitz nicht ein und wurde zum Jahresende vom König für seine Beteiligung am Glencoe-Vorfall amnestiert.
Trotz der Amnestie nahm John seinen Sitz im Parlament bis Februar 1700 nicht ein. Mit dem Amtsantritt von Königin Anne wurde John erneut zum Mitglied des Privy Council ernannt und am 8. April 1703 wurde er zum Earl of Stair, Viscount of Dalrymple und Lord Newliston, Glenluce and Stranraer erhoben. Er bekleidete kein öffentliches Amt unter der Königin, war aber ein enger Vertrauter von Sidney Godolphin, dem einflussreichen Finanzpolitiker. Er galt als einflussreicher Berater der Regierung für schottische Angelegenheiten.

### Treaty of Union 1707
Nach dem Scheitern des Darién-Projekts drohte der schottische Staatsbankrott. Fast ein Viertel der privaten wie auch öffentlichen Mittel Schottlands waren in dem Projekt verbrannt worden. Schottland und England waren damals zwei Königreiche, die vom gleichen Monarchen beherrscht wurden. Das englische Parlament nahm die Gelegenheit wahr, die schon mehrfach fehlgeschlagenen Verhandlungen zur politischen Union erneut aufzunehmen. Unter dem Druck der Geldgeber und der politischen Lage benannte das Parliament of Scotland 31 Commissioners, die die Verhandlungen führten. Einer der Commissioners war John Dalrymple, 1. Earl of Stair.
Im Nachhinein wurde John als einer der Befürworter der Union bezeichnet, wobei ihm ein Spektrum von Motiven zugesprochen wurde, von Judas des schottischen Volks bis hin zu Realpolitiker, der die Lage als notwendigen Schritt zugunsten von Schottland und England betrachtete. Das Ende der Verhandlungen erlebte John nicht mehr. Er verstarb am 8. Januar 1707.

## Hinterlassenschaft

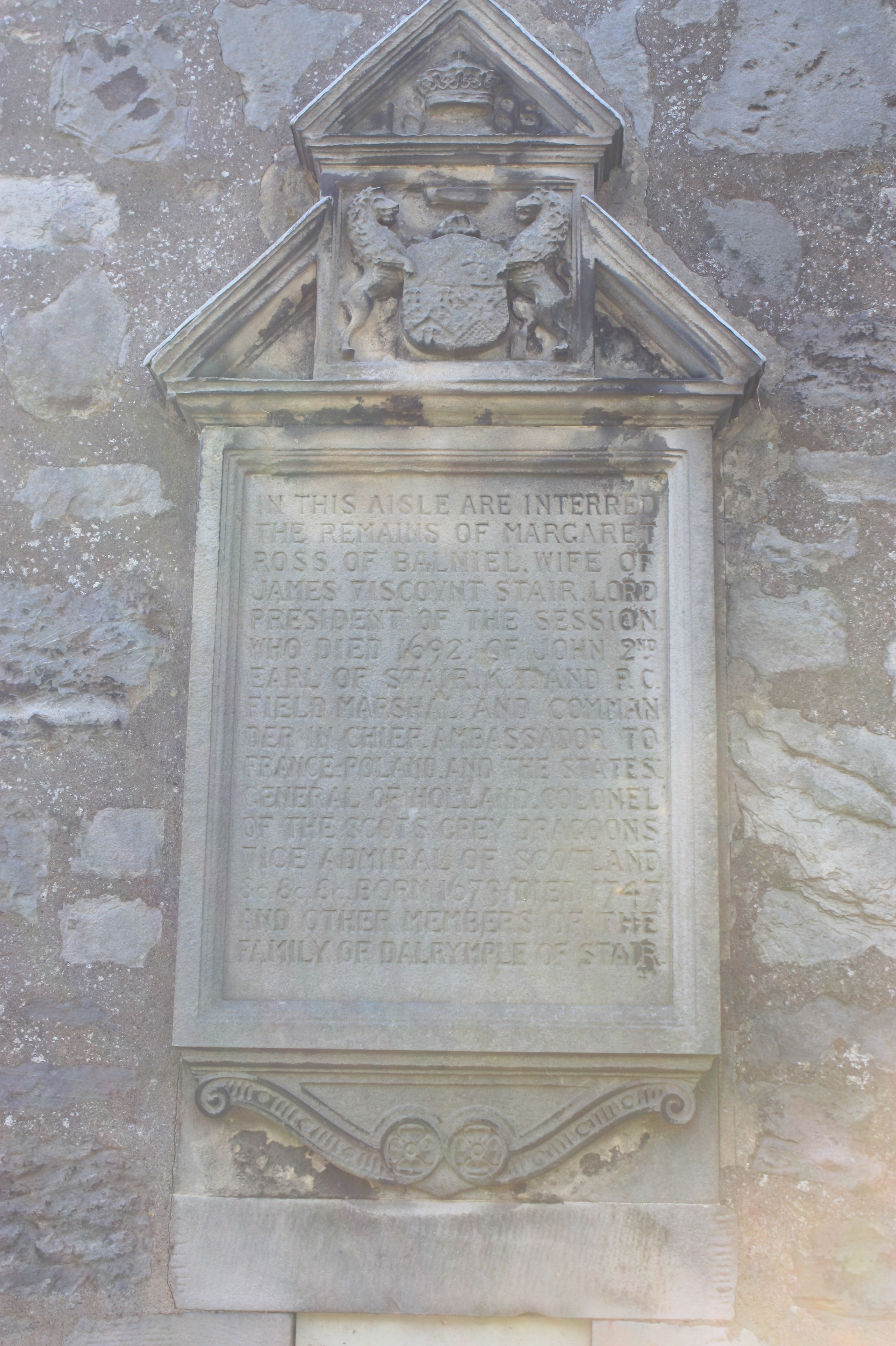
Gedenktafel in der Kirkliston Church

Dalrymples letzte Interessen galten der Diskussion über Artikel XXII des Acts of Union, der die schottische Repräsentation im vereinigten Parlament betraf; der überarbeitete Artikel wurde am 7. Januar 1707 im Parliament of Scotland bestätigt. Am Folgetag starb Dalrymple in seiner Unterkunft in Edinburgh angeblich an einem Schlaganfall. Gegner der Union verbreiteten das Gerücht, er habe Suizid begangen, ohne dafür aber irgendeinen Beweis vorlegen zu können. Seine Beteiligung am Massaker von Glencoe hinterlässt einen bleibenden Fleck auf der Familienehre.
Nach seinem Tod erwarb seine Witwe, Elizabeth, Dowager Countess of Stair, ein Haus in Lady Gray’s Close in Edinburgh, das ihre Großeltern erbaut hatten. Das Haus wurde in „Lady Stair’s House“ umbenannt. Heute beherbergt das Gebäude das Scottish Writer’s Museum.